# Harchéchamp
Harchéchamp település Franciaországban, Vosges megyében. Lakosainak száma 87 fő (2022. január 1.). Harchéchamp Tranqueville-Graux, Attignéville, Autigny-la-Tour és Barville községekkel határos.

## Népesség
A település népességének változása:
| Lakosok száma | 96   | 83   | 81   | 74   | 76   | 73   | 78   | 82   | 87   |
|               | 2013 | 2015 | 2016 | 2017 | 2018 | 2019 | 2020 | 2021 | 2022 |